# Фэй, Жан-Пьер
Жан-Пьер Фэй (фр. Jean-Pierre Faye; род. 19 июля 1925, VI округ Парижа) — французский философ, поэт и писатель.

## Биография
Фэй родился 19 июля 1925 года в Париже.
Он был членом редакционного комитета авангардного литературного обозрения Tel Quel, а позже и Change. Фэй является постоянным автором литературного журнала Жиля Делёза Chimère. Совместно с Жаком Деррида и другими он написал «Голубой отчет», который привел к созданию в 1983 году международного философского колледжа. Вскоре он выступил против деконструкционизма и постмодернизма, что отразил в книге «Языки тоталитаризма 2: смысл повествования». Его эссе, в том числе «Théorie du récit» и «Langages Totalitaires», остаются влиятельными исследованиями использования и злоупотребления языком в тоталитарных государствах и идеологиях. Ему также приписывают создание теории подковы.